# Eyguemarse
Die Eyguemarse ist ein kleiner Fluss in Frankreich, der überwiegend im Département Drôme in der Region Auvergne-Rhône-Alpes verläuft. Sie entspringt unter dem Namen Ruisseau des Prades im Gemeindegebiet von Rochebrune, entwässert generell durch den Regionalen Naturpark Baronnies Provençales, anfangs Richtung Nordwest, wo sie beim Pas de Lestret zwischen zwei Höhenzüge passiert, schwenkt dann auf Süd bis Südwest und mündet nach insgesamt rund 16 Kilometern im westlichen Gemeindegebiet von Mollans-sur-Ouvèze als rechter Nebenfluss in die Ouvèze. In ihrem Mündungsabschnitt berührt die Eyguemarse auf etwa 500 Meter auch das Département Vaucluse in der Region Provence-Alpes-Côte d’Azur mit seinem Regionalen Naturpark Mont-Ventoux.

## Orte am Fluss
(Reihenfolge in Fließrichtung)
- Les Prades, Gemeinde Rochebrune
- Fermes du Casset, Gemeinde Bénivay-Ollon
- Bénivay-Ollon
- Propiac
- Les Blaches, Gemeinde Mérindol-les-Oliviers
- La Grange Neuve, Gemeinde Mollans-sur-Ouvèze